# Імені Бауиржана Момишули
Імені Бауиржа́на Момишули́ (каз. Бауыржан Момышұлы ауылы) — село, центр Жуалинського району Жамбильської області Казахстану. Адміністративний центр та єдиний населений пункт сільського округу Бауиржана Момишули.
До 1992 року село називалось Бурне.
Населення — 15284 особи (2021; 12491 у 2009, 11687 у 1999, 10664 у 1989).